# Saturn (bůh)
Saturn, latinsky Saturnus, byl římský bůh zemědělství, sklizně a času. Jeho řeckým protějškem je Kronos. Byl synem Caeluse a Terry, tedy Úrana a Gaii v řecké mytologii, a jeho manželkou byla bohyně Ops (v řecké mytologii bohyně Rheia). Na Saturnovu počest se ve starověkém Římě slavily saturnálie, svátky zimního slunovratu.
Je po něm pojmenována planeta Saturn ve sluneční soustavě.